# Pierre Harel
Pour les articles homonymes, voir Harel.
Pierre Harel est un artiste québécois né en 1944 à Sainte-Thérèse dans les Laurentides. Poète, musicien, acteur, cinéaste et scénariste, sa notoriété provient principalement de ses activités dans la sphère musicale du rock québécois. Il a écrit et chanté au sein des groupes Offenbach, Corbeau et Corbach, en plus de publier trois albums solo. Sa sœur est Louise Harel, députée à l'Assemblée nationale du Québec entre 1981 et 2008. 

## Biographie
Attiré dès l’adolescence par la communication s’établissant par le biais des arts, il s’initiera à diverses formes d’expression axées sur la chanson et le cinéma. En musique il fait ses débuts sur scène, une guitare à la main, en première partie de Félix Leclerc lors d’une visite de ce dernier dans sa région natale. En 1967, il travaille comme régisseur pour l'émission pour enfants Bobino sur les ondes de Radio-Canada, aux côtés de Guy Sanche, Paule Bayard et Camério. Du côté cinématographique il coréalise en 1968 avec Pascal Gélinas Taire des hommes,, un documentaire à propos des évènements entourant l’émeute du Lundi de la matraque.
En 1971 il devient chanteur et auteur au sein d’Offenbach. Son désir d’écrire des textes en français aura un impact majeur sur le groupe et de cette première collaboration résultera l'opus Offenbach Soap Opera. Ce disque contient entre autres la fameuse Câline de Blues qu’il utilisera en 1974 comme chanson thème de son film Bulldozer, un récit tourné en partie dans un dépotoir de l'Abitibi présentant un monde marginal et sans espoir dans lequel évoluent des personnages iconoclastes joués par Tony Roman, Mouffe, Raymond Lévesque, ou encore Pauline Julien. Harel participe aussi au fameux projet d'une "messe des morts" à l'Oratoire Saint-Joseph du Mont-Royal à Montréal, dont sera tiré l'album Saint-Chrone de Néant en 1972. 
Quelques années après s’être séparé d’Offenbach, au moment même où la formation se trouvait en France dans une tournée immortalisée par le cinéaste français Claude Faraldo dans son documentaire musical Tabarnac, Harel met sur pied un nouveau projet rock du nom de Corbeau formé tout d'abord de Harel au chant, Donald Hince à la guitare et des ex-Offenbach Michel "Willy" Lamothe à la basse et de Roger "Wézo" Belval à la batterie. Harel quittera Corbeau juste avant la parution de leur premier album éponyme, en 1979. Dans le documentaire Québec Rock: Offenbach vs. Corbeau,  Harel soutient que son départ était lié à la fois à sa volonté de voir s'émanciper la chanteuse Marjolène «Marjo» Morin ainsi qu'aux tensions créées par l’arrivée au sein du groupe du guitariste Jean Millaire.
Toujours en 1979, Harel réalise et partage la vedette avec Paule Baillargeon dans le film Vie d’ange, une sombre histoire d’amour «trash» qui lui aura pris cinq ans à compléter. Il ira vivre par la suite pendant plusieurs années chez les Amérindiens, une période où il découvre ce qu'il appelle «... un autre Québec dont les autochtones étaient les véritables seigneurs».
Il faudra attendre jusqu’en 1987 avant de le voir réapparaître artistiquement avec Grelots rouges, sanglots bleus,où il occupe à nouveau les rôles de réalisateur et de comédien. Ce long-métrage relate la rupture inévitable vécue par un cinéaste amoureux fou d'une peintre. Harel renoue avec la chanson l’année suivante, entouré d’anciens acolytes de ses escapades musicales précédentes, avec la parution de l’album Tendre ravageur qui connaît un succès davantage d’estime que commercial (cet album est désormais disponible sous le nom de Corbeau/85 - Hôtel Univers, qui contient 2 pièces additionnelles, une réinterprétation en deux parties du classique du groupe Offenbach, "Faut que j'me pousse" ).
En regroupant d’anciens membres de Corbeau et d’Offenbach, il crée en 1991 un autre projet rock simplement nommé «Corbach», une formation qui demeurera active durant le reste de cette décennie avec deux albums Rite rock et Amérock du nord, quelques vidéoclips et de nombreux spectacles.
On le voit ensuite en 2000 accompagner son vieux complice Michel «Willy» Lamothe dans le projet familial de celui-ci d’où sera issu l’album Willie Lamothe et fils qui se prolongera par le spectacle De Willie à Willy, qui fut présenté au Festival western de Saint-Tite et à Expo Québec. Le 4 août 2001, avec Michel Lamothe, Roger Belval, Johnny Gravel et le guitariste Bob Champoux, il participe aux FrancoFolies de Montréal avec son spectacle Harel chante Félix en colère qui donnera ultimement l'album Félix Leclerc en colère.
Le 10 février 2002 il célèbre le trentième anniversaire de la désormais mythique « Messe des Morts de l'Oratoire St-Joseph », un spectacle dont il avait été l’instigateur et que l’on peut entendre sur l’album d’Offenbach Saint-Chrone de Néant. Cette prestation a été retransmise en direct sur la chaîne de télévision publique Télé-Québec.
Il lance publiquement en avril 2004 un signal de détresse dans les journaux qui mènera à une offre de la productrice Julie Snyder. Cette dernière lui permet de lancer l'ouvrage Rock ma vie, un road movie littéraire qui laisse toute la place à sa propre histoire. Julie Snyder, était la conjointe de l’important homme d’affaires québécois Pierre Karl Péladeau, un admirateur avoué de Harel.
Pierre Harel est actuellement chroniqueur pour Canoe.ca.

## Filmographie
Comme réalisateur
- 1968 : Sombreros inutiles
- 1968 : Taire des hommes
- 1974 : Bulldozer - Musique Offenbach avec, entre autres, Câline de doux blues et Faut que j'me pousse
- 1979 : Vie d'ange
- 1987 : Grelots rouges sanglots bleus

Comme acteur
- 1970 : Entre tu et vous de Gilles Groulx, avec Pierre Harel, Paule Baillargeon, Dolores Monfette et Manon D'amour
- 1974 : Bulldozer de Pierre Harel, avec Yvan Ducharme, Pauline Julien, Raymond Lévesque, Claudine Monfette, Donald Pilon, etc.
- 1985 : L'étau-bus - Film de Alain Chartrand, avec Louisette Dussault, Claude Gauthier, Johanne Fontaine, Serge Chapleau, etc.
- 1990 : Ding et Dong, le film d'Alain Chartrand, avec Claude Meunier, Serge Thériault, Yves P. Pelletier, Gildor Roy, Pierre Harel, etc.
- 1999 : Quand je serai parti… vous vivrez encore de Michel Brault, avec Francis Reddy, Micheline Lanctôt, Pierre Lebeau, Pierre Harel, etc.
- 1999 : Matroni et moi de Jean-Philippe Duval, avec Maude Guérin, Guylaine Tremblay, Pierre Lebeau, etc.

Informations additionnelles
Pour le film Vie d'ange, il cumule également les postes de scénariste et d'acteur, alors que pour Bulldozer, il occupe aussi les tâches de scénariste et de chef monteur.